# Princesse de Monaco (rose)
'Princesse de Monaco' est un cultivar de rosier hybride de thé obtenu par la rosiériste française  Marie-Louise Meilland en 1981. Il est dédié à la princesse Grace de Monaco (1929-1982) qui présida en 1981 le jury du salon de la rose à Monaco. Ce rosier est issu du croisement 'Ambassador' (Meilland 1977) x 'Madame Antoine Meilland' (Meilland 1935).

## Description
Ce buisson, atteignant 80 cm de hauteur (parfois beaucoup plus en situation favorable) au feuillage dense et vert foncé, montre de juin à octobre de grandes roses (13-14 cm) d'une élégance indéniable et d'une délicatesse remarquable. Elles sont blanc-crème aux pétales ondulés doucement marginés de rose carmin. Les fleurs sur de longues tiges sont idéales pour les fleurs à couper. Elles éclairent à merveille les plates-bandes des jardins.
Ce rosier a besoin d'une exposition ensoleillée et résiste à -20°.
Il existe une variété grimpante de 'Princesse de Monaco' depuis 2014.

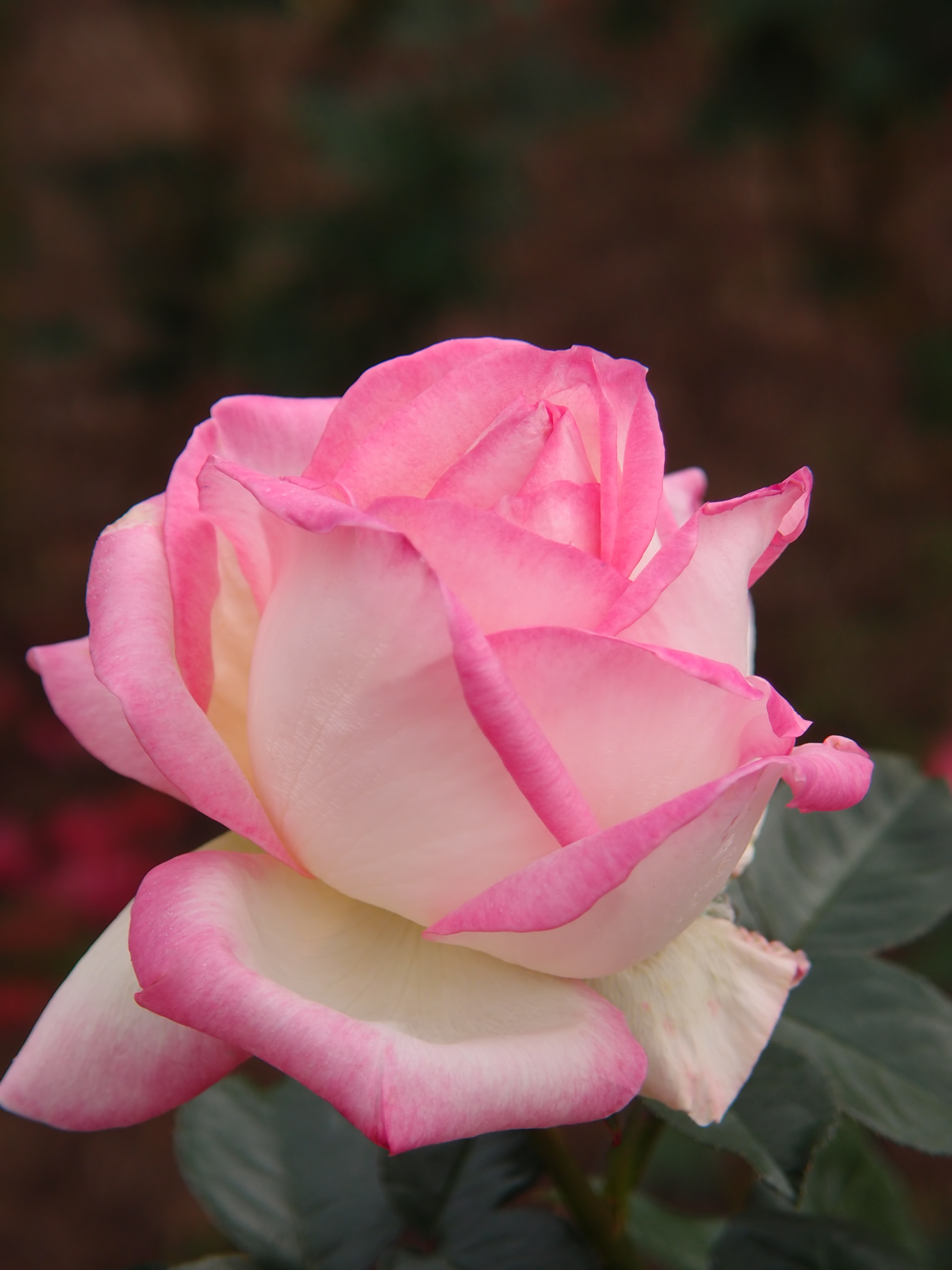
Rose 'Princesse de Monaco' au Japon.
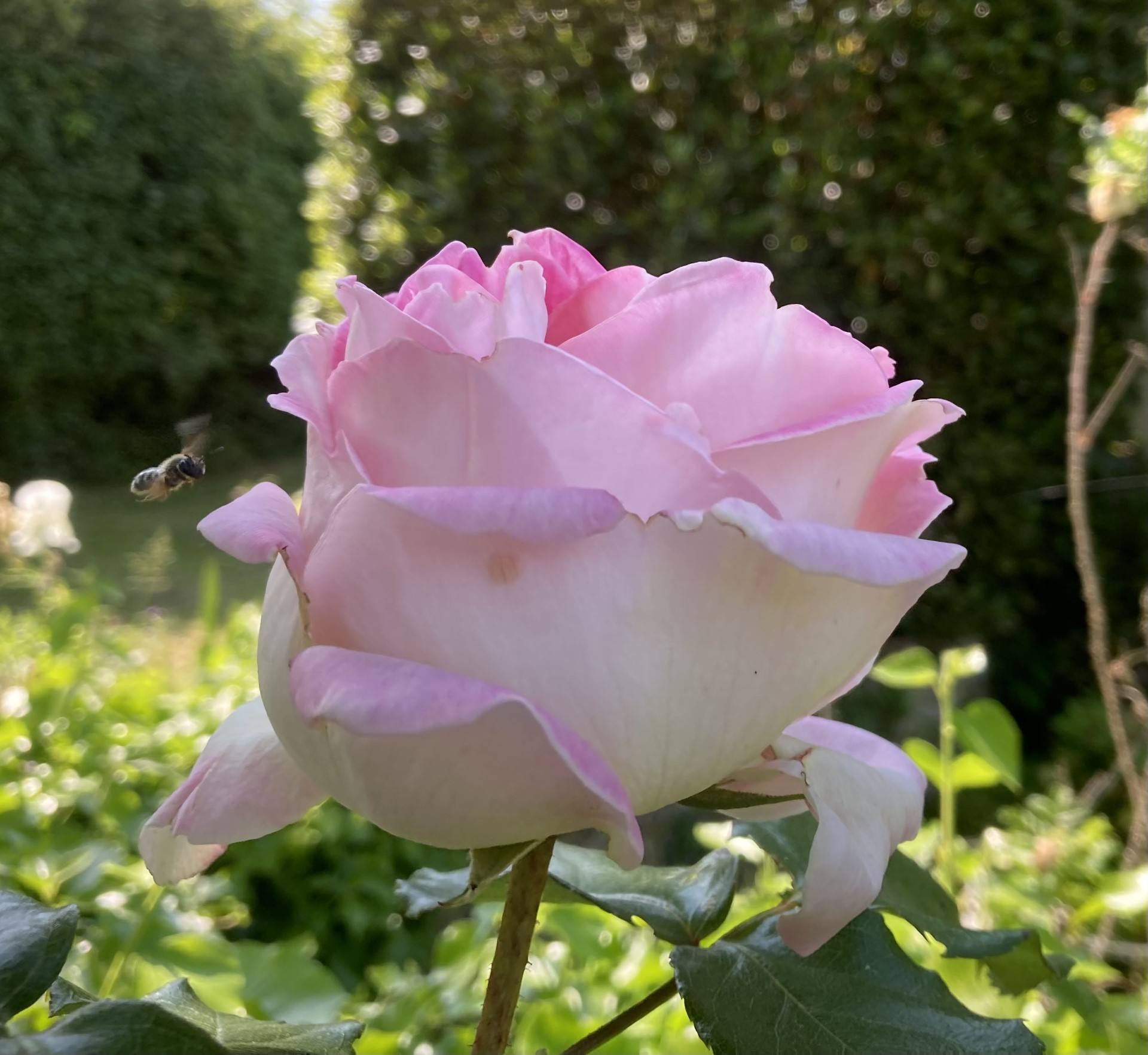
Rose 'Princesse de Monaco' en France.
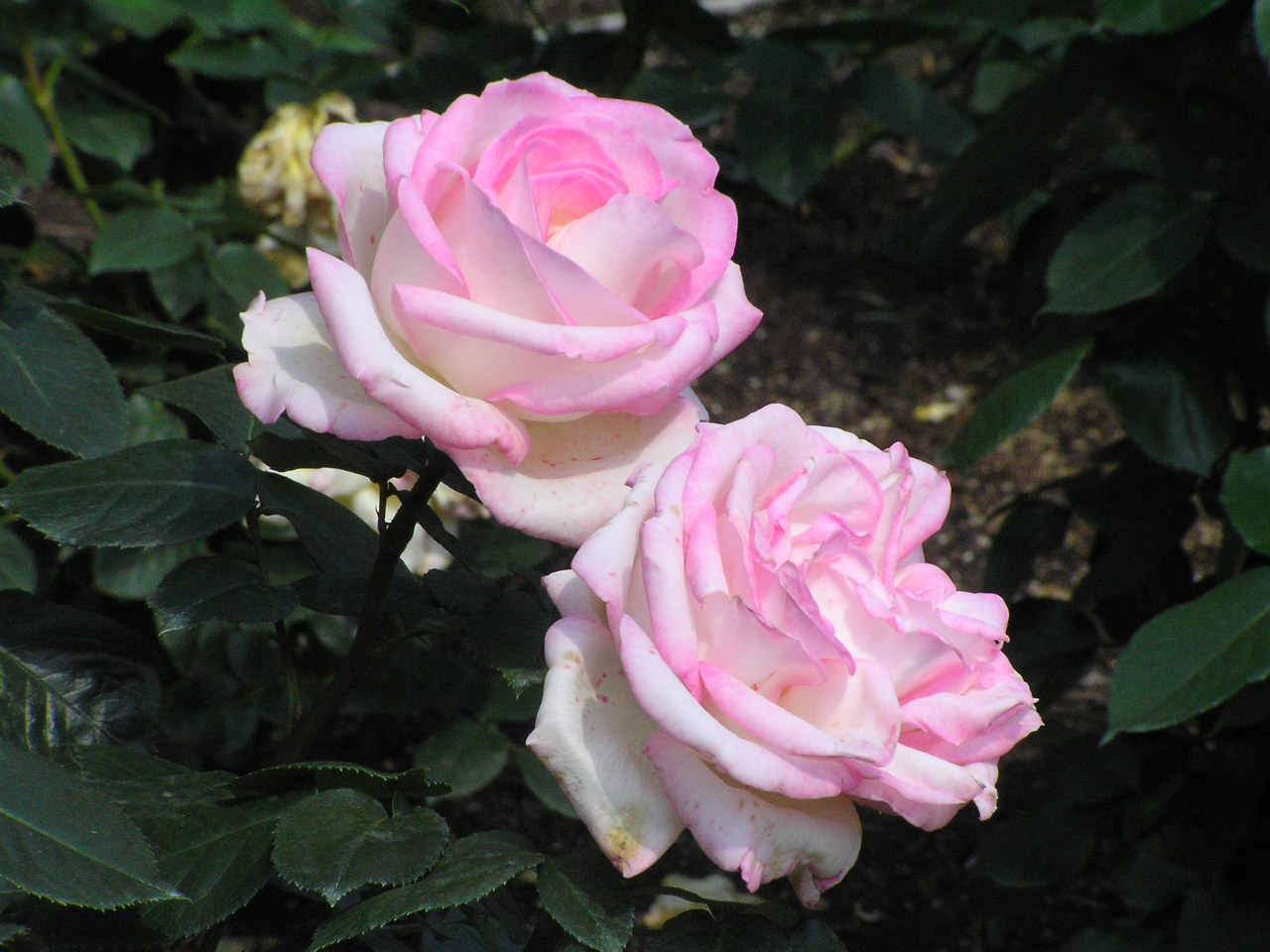
Rose 'Princesse de Monaco' au Japon.